# هنري هوكينز (سياسي)
هنري هوكينز (بالإنجليزية: Henry Hawkins)‏ هو سياسي أمريكي، ولد في 1790، وتوفي في 1845. انتخب عضو جمعية ولاية نيويورك وانتخب عضو مجلس ولاية نيويورك.